# Storumans kommun
Storumans kommun är en kommun i Västerbottens län i landskapet Lappland i Sverige. Centralort är Storuman (umesamiska: Lusspie).
I västra delen av kommunen finns en högfjällsterräng, vilken övergår i  en lägre förfjällsterräng. I öster övergår förfjällsterrängen i ett skogslandskap med sjö- och myrrik bergkullterräng. Längst i norr finns Vindelfjällen. Skogsnäringen har under lång tid varit betydelsefull för det lokala näringslivet men kommunen har också betydande vattenkraft och stora förekomster av malm. 
Sedan kommunen bildades 1971 har befolkningstrenden varit negativ. Efter valen på 2010-talet har kommunen haft borgerliga styren. År 2022 tog en blocköverskridande koalition över makten.

## Administrativ historik
Kommunens område motsvarar socknarna: Stensele och Tärna (från 1903). I Stensele socken bildades när kommunreformen 1862 genomfördes i Lappland 1874/1875 Stensele landskommun. Tärna landskommun (och socken) bildades 1 maj 1903 genom en utbrytning ur Stensele landskommun. 
Storumans municipalsamhälle inrättades 18 december 1936 och upplöstes med utgången av 1963. Stensele municipalsamhälle inrättades 30 april 1937 och upplöstes med utgången av 1964.
Kommunreformen 1952 påverkade inte indelningarna i området, då varken Västerbottens eller Norrbottens län berördes av reformen.
Storumans kommun bildades vid kommunreformen 1971 av Stensele och Tärna landskommuner.
Kommunen ingår sedan bildandet i Lycksele domsaga.
Kommunen ingår sedan 2010 i Förvaltningsområdet för samiska, kommunnamnet  är på umesamiska Lusspien kommuvnna och på sydsamiska Luspien tjielte.

## Geografi
I Sverige gränsar kommunen i norr mot Sorsele, i syd mot Vilhelmina och i öst mot Lycksele. Västerut; i Norge gränsar den mot kommunerna Hattfjelldal, Hemnes och Rana. Kommunen är en av Sveriges till ytan största.

### Topografi och hydrografi
I västra delen av kommunen finns en högfjällsterräng som sträcker sig över Hemavan. Därefter kommer en lägre förfjällsterräng som längre österut övergår i ett skogslandskap med sjö- och myrrik bergkullterräng. Längst i norr finns Vindelfjällen som inkluderar kalkstensberget Artfjället som har omfattande underjordiska grottsystem. Som en följd av den kalkrika marken på fjället finns där en rik flora med flera sällsynta fjällväxter. Umeälvens källområde finns i fjällterrängens sjörika vattensystem. Älven vidgas till sjön Storuman längre ner i bergkullterrängen. Vid östra delen av sjön Storuman finns ett märkligt kalspolat område som övergår i väldiga blockmarker.
Nedan presenteras andelen av den totala ytan 2020 i kommunen jämfört med riket.
|  | Bebyggelse (0,8 %) |

|  | Skog (58,4 %) |

|  | Öppen myrmark (8,2 %) |

|  | Jordbruksmark (0,1 %) |

|  | Övrig mark (32,5 %) |

|  | Bebyggelse (3,1 %) |

|  | Skog (68,0 %) |

|  | Öppen myrmark (7,2 %) |

|  | Jordbruksmark (7,4 %) |

|  | Övrig mark (14,3 %) |

### Naturskydd
År 2022 fans 16 naturreservat i Storumans kommun. Bland dessa återfinns det 23 617 hektar stora reservatet Blaiken som även sträcker sig över till Sorsele kommun. Reservatet inkluderar fjäll liksom skogsmark, myrområden och sjöar. Buberget är, förutom naturreservat, även klassat som Natura 2000-område. I reservatet växer den giftiga varglaven som är en av få lavar som nyttjats av människan. Vindelfjällens naturreservat är med sina 564 918 hektar "Sveriges största naturreservat och ett av de största skyddade områdena i hela Europa". Reservatet sträcker sig över till Sorsele kommun och är dessutom klassat som Natura 2000-område.

### Administrativ indelning
Fram till 2016 var kommunen för befolkningsrapportering indelad i Stensele församling och Tärna församling.

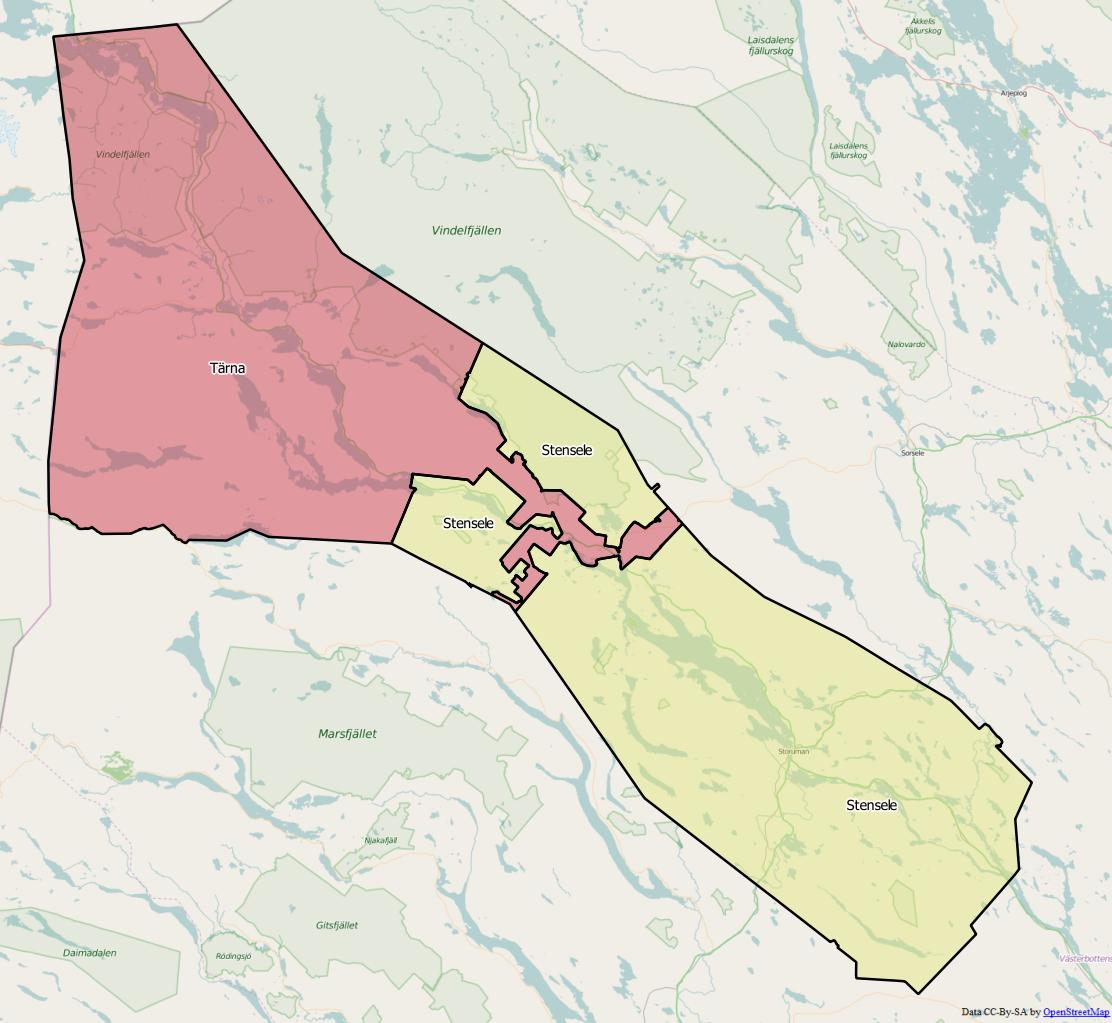
Distrikt (socknar) inom Storumans kommun

Från 2016 indelas kommunen istället i två distrikt, vilka motsvarar de tidigare socknarna – Stensele och Tärna.
År 2015 fanns fortfarande samma församlingar än i årsskiftet 1999/2000, vilket distriktsindelningen är baserad på.

### Tätorter
Vid tätortsavgränsningen av Statistiska centralbyrån den 31 december 2020 fanns det fyra tätorter i Storumans kommun.
| Nr | Tätort   | Folkmängd |
| -- | -------- | --------- |
| 1  | Storuman | 2 135     |
| 2  | Stensele | 462       |
| 3  | Tärnaby  | 468       |
| 4  | Hemavan  | 273       |

Centralorten är i fet stil.

## Styre och politik

### Styre
Mandatperioden 2010 till 2014 styrdes kommunen av en koalition bestående av Centerpartiet, Folkpartiet, Kommunlistan (Storumans kommun), Kristdemokraterna och Moderaterna, vilka samlade 22 av 41 mandat.
Efter valet 2014 fortsatte de fyra Allianspartierna styra, dock i minoritet. Alliansen samlade dock ihop till egen majoritet efter valet 2018 och partierna fick 16 av totalt 31 mandat. Efter valet 2022 styrs kommunen av en blocköverskridande koalition, bestående av Socialdemokraterna, Centerpartiet och Kristdemokraterna.

### Kommunfullmäktige

#### Presidium
| Presidium 2022–2026    | Presidium 2022–2026 | Presidium 2022–2026   |
| ---------------------- | ------------------- | --------------------- |
| Ordförande             | S                   | Ann-Christine Jonsson |
| Förste vice ordförande | L                   | Martin Bengtsson      |
| Andre vice ordförande  | C                   | Patrik Persson        |

#### Mandatfördelning 1970–2022
| 17 |  | 7 | 10 | 3 | 3 |

| 36 |

| 17 |  | 8 | 7 | 3 | 5 |

| 37 |

| 17 | 9 | 7 | 3 | 5 |

| 33 | 8 |

| 19 | 7 | 7 | 3 | 5 |

| 32 | 9 |

| 20 |  | 6 | 5 | 3 | 6 |

| 28 | 13 |

| 20 | 2 | 4 | 6 | 3 | 6 |

| 23 | 18 |

| 20 | 2 | 4 | 6 | 4 | 5 |

| 26 | 15 |

| 16 | 2 |  | 5 | 5 | 6 | 6 |

| 30 | 11 |

| 19 | 4 | 7 | 3 | 3 | 5 |

| 24 | 17 |

| 4 | 16 | 2 | 6 | 3 | 4 | 6 |

| 23 | 18 |

| 4 | 17 | 7 | 4 | 4 | 5 |

| 23 | 18 |

| 6 | 15 | 5 | 4 | 5 | 6 |

| 27 | 14 |

| 3 | 16 | 2 | 8 | 4 | 3 | 5 |

| 24 | 17 |

| 6 | 13 |  |  | 13 | 2 | 2 | 3 |

| 21 | 20 |

| 4 | 7 |  | 3 | 10 | 2 | 2 | 2 |

| 16 | 15 |

| 5 | 9 |  | 4 | 4 | 3 | 2 | 3 |

| 19 | 12 |

### Nämnder

#### Kommunstyrelse
Totalt har kommunstyrelsen 13 ledamöter. Mandatperioden 2022 till 2026 tillhör fyra Socialdemokraterna och två Moderaterna, Centerpartiet och Vänsterpartiet. Kristdemokraterna, Liberalerna och Sverigedemokraterna har en ledamot vardera.
| Presidium 2023–2026 | Presidium 2023–2026 | Presidium 2023–2026 |
| ------------------- | ------------------- | ------------------- |
| Ordförande          | S                   | Ulrik Dahlgren      |
| Vice ordförande     | M                   | Ulf Vidman          |

#### Lista över kommunstyrelsens ordförande
- Gunilla Lundgren, Socialdemokraterna, 1 januari 1999–31 december 2006[21]
- Gunnar Åström, Moderaterna, 1 januari 2007–2008[22]
- Gunilla Lundgren, Socialdemokraterna, 2008–31 december 2010[23]
- Tomas Mörtsell, Centerpartiet, 1 januari 2011–31 december 2022[24]
- Ulrik Dahlgren, Socialdemokraterna, 1 januari 2023–[25][26]

Denna lista hämtas från Wikidata. Informationen kan ändras där.

#### Övriga nämnder
| Nämnder 2022–2026                        | Ordförande | Ordförande         | Vice ordförande | Vice ordförande  |
| ---------------------------------------- | ---------- | ------------------ | --------------- | ---------------- |
| Fritids-, kultur- och utbildningsnämnden | C          | Anders Persson     | L               | Lotten Wahlström |
| Miljö- och samhällsbyggnadsnämnden       | S          | Maria Gardfall     | M               | Olle Wärnick     |
| Omsorgsnämnden                           | KD         | Roland Gustafsson  | M               | Karin Holmner    |
| Valnämnden                               | M          | Veronika Håkansson | S               | Fredrik Boström  |

### Valresultat 2022
| Parti                            | Valdistrikt     | Valdistrikt | Kommun  |
| Parti                            | Starkaste       | Andel       | Andel   |
| -------------------------------- | --------------- | ----------- | ------- |
| S                                | Slussfors       | 40,00 %     | 28,62 % |
| V                                | Luspen          | 20,04 %     | 16,76 % |
| C                                | Slussfors       | 18,64 %     | 12,60 % |
| SD                               | Gunnarn         | 13,58 %     | 11,30 % |
| M                                | Slussfors       | 10,51 %     | 9,49 %  |
| L                                | Tärnaby-Hemavan | 17,40 %     | 8,63 %  |
| KD                               | Gunnarn         | 13,58 %     | 7,41 %  |
| SKL                              | Vallnäs         | 5,38 %      | 3,94 %  |
| MP                               | Tärnaby-Hemavan | 1,69 %      | 1,11 %  |
| Data hämtat från Valmyndigheten. |                 |             |         |

Exklusive uppsamlingsdistrikt. Partier som fått mer än en procent av rösterna i minst ett valdistrikt redovisas.

## Ekonomi och infrastruktur

### Näringsliv
En näring som under lång tid varit betydelsefull är skogsnäringen, men dess vikt har dock minskat. Bland de större lokala företagen hittas Rottne–SMV AB, som tillverkar delar till skogsmaskiner, och Compia Storumans Industri AB, som tillverkar byggsågar och vapenskåp. Kommunen är dock den största arbetsgivaren. I kommunen finns flera samebyar – Ubmejen tjeälldie, Vapstens sameby, Dearna, Vadtejen saemiej sijte, Vaapsten sijte och Álgguogåhtie.

#### Energi och råvaror
Sedan 1950-talet har vattenkraften präglat Storumans kommun. De åtta vattenkraftverken som finns i kommunen har också varit viktiga för sysselsättningen. De åtta vattenkraftverken Klippen, Abelvattnet, Gejmån, Ajaure, Gardikfors, Umluspen, Stensele och Grundfors ägs av Vattenfall, Klippen ägs dock av Skellefteå kraft. Dessa producerar totalt 2 059 GW/år, vilket motsvarar hushållsel för 400 000 hem.
I Blaikenområdet, som även löper över till Sorsele kommun, byggs en av Europas största vindkraftsparker.
I kommunen finns fyra områden med råvaror som är intressanta för gruvdrift – Svartliden, Högland-Blaiken, Rönnbäcken och Barsele. I Svartliden finns förekomster av guld och i Högland-Blaiken finns stora förekomster av fluorit, en metall som av Europeiska kommissionens expertgrupp klassat som "kritisk metall". Den fjärde största kända nickelfyndigheten i världen finns i Rönnbäcken och guld finns även i Barsele.

#### Turism
Kommunen är en av de populäraste besökskommunerna i Sverige och turismen är ökande, då i synnerhet området Hemavan – Tärnaby. Exempelvis noterades 191 000 skiddagar säsongen 2016/2017.

### Infrastruktur

#### Transporter
De två europavägarna E12 (Blå vägen) och E45 går genom kommunen och möts i Storuman-Stensele. Väg 73 (Krutfjellsvägen) ansluter vid Trofors och går via Hattfjelldal till Tärnaby.
Inlandsbanan och Tvärbanan möts i Storuman-Stensele. En ny omlastningsterminal färdigställdes där i början av 2010-talet. Reguljär flygtrafik till och från Stockholm-Arlanda bedrivs vid flygplatsen Hemavan Tärnaby Airport. Vid flygplatsen förekommer även charter under vintersäsongen. Flygplatsen är viktig för turismen i kommunen, men även för norska resenärer. Flygplats finns även i Storuman, denna har dock saknat reguljär trafik sedan 2010.

#### Sjukvård
Då kommunens närmaste sjukhus finns i Lycksele, vilket är minst 10 mil bort, har kommunen istället två sjukstugor – i Storuman och Tärnaby. Dessa bedriver både akutvård och vårdcentral. Eftersom exempelvis förlossningsavdelningen i Lycksele lasarett periodvis varit stängd har de långa avstånden inneburit att boende i kommunen behövt åka 40 mil till närmaste förlossningsavdelning.
I Storuman finns Glesbygdsmedicinskt centrum (GMC), som är "ledande i landet vad gäller kunskap och forskning om medicinsk behandling i glesbygd med åldrande befolkning". Där bedrivs också arbete med samisk hälsa.

## Befolkning

### Demografi

#### Befolkningsutveckling
Mellan 1970 och 2015 minskade befolkningen i Storumans kommun med 32,2 % jämfört med hela Sveriges befolkning som under samma period ökade med 18,0 %. Kommunen har 5 585 invånare (31 mars 2025), vilket placerar den på 264:e plats avseende folkmängd bland Sveriges kommuner.
| Befolkningsutvecklingen i Storumans kommun 1970–2020                                                            | Befolkningsutvecklingen i Storumans kommun 1970–2020 | Befolkningsutvecklingen i Storumans kommun 1970–2020 | Befolkningsutvecklingen i Storumans kommun 1970–2020 | Befolkningsutvecklingen i Storumans kommun 1970–2020 |
| --- | ---------------------------------------------------- | ---------------------------------------------------- | ---------------------------------------------------- | ---------------------------------------------------- |
| |                                                      |                                                      |                                                      |                                                      |
| År |                                                      |                                                      | Folkmängd                                            |                                                      |
| 1970 | 1970                                                 |                                                      | 8 761                                                |                                                      |
| 1975 | 1975                                                 |                                                      | 8 439                                                |                                                      |
| 1980 | 1980                                                 |                                                      | 8 330                                                |                                                      |
| 1985 | 1985                                                 |                                                      | 8 201                                                |                                                      |
| 1990 | 1990                                                 |                                                      | 7 735                                                |                                                      |
| 1995 | 1995                                                 |                                                      | 7 438                                                |                                                      |
| 2000 | 2000                                                 |                                                      | 6 934                                                |                                                      |
| 2005 | 2005                                                 |                                                      | 6 507                                                |                                                      |
| 2010 | 2010                                                 |                                                      | 6 120                                                |                                                      |
| 2015 | 2015                                                 |                                                      | 5 943                                                |                                                      |
| 2020 | 2020                                                 |                                                      | 5 826                                                |                                                      |
| Anm: Uppgifterna avser förhållandena den 31 december enligt den kommunala indelningen den 1 januari året efter. |                                                      |                                                      |                                                      |                                                      |

#### Befolkningstäthet
Kommunen hade den 31 december 2017 en befolkningstäthet på 0,8 invånare per km², medan den i riket var 24,8 inv/km².

#### Utländsk bakgrund
Den 31 december 2016 utgjorde antalet invånare med utländsk bakgrund (utrikes födda personer samt inrikes födda med två utrikes födda föräldrar) 486, eller 8,24 % av befolkningen (hela befolkningen: 5 899 den 31 december 2016). Den 31 december 2002 utgjorde antalet invånare med utländsk bakgrund enligt samma definition 227, eller 3,40 % av befolkningen (hela befolkningen: 6 679 den 31 december 2002).
| Bakgrund den 31 december 2016                             | Antal | Andel   | Varav män | Kvinnor |
| --------------------------------------------------------- | ----- | ------- | --------- | ------- |
| Utrikes födda                                             | 448   | 7,59 %  | 194       | 254     |
| Inrikes födda med två utrikes födda föräldrar             | 38    | 0,64 %  | 19        | 19      |
| Inrikes födda med en inrikes och en utrikes född förälder | 259   | 4,39 %  | 133       | 126     |
| Inrikes födda med två inrikes födda föräldrar             | 5 154 | 87,37 % | 2 655     | 2 499   |

#### Invånare efter de vanligaste födelseländerna
Denna tabell redovisar födelseland för Storumans kommuns invånare enligt den statistik som finns tillgänglig från Statistiska centralbyrån (SCB). SCB redovisar endast födelseland för de fem nordiska länderna samt de 12 länder med flest antal utrikes födda i hela riket. En person som inte kommer från något av de här 17 länderna har istället av SCB förts till den världsdel som födelselandet tillhör. Personer födda i Sovjetunionen samt de personer med okänt födelseland är också medtagna i statistiken.
| Födelseland 31 december 2017 | Födelseland 31 december 2017      | Födelseland 31 december 2017 | Födelseland 31 december 2017 | Födelseland 31 december 2017 |
| ---------------------------- | --------------------------------- | ---------------------------- | ---------------------------- | ---------------------------- |
| Nr                           | Land/världsdel                    | Antal                        | Andel                        | Andel i hela riket           |
| 1                            | Sverige                           | 5 397                        | 91,44 %                      | 81,45 %                      |
| 2                            | Norge                             | 68                           | 1,15 %                       | 0,42 %                       |
| 3                            | Somalia                           | 50                           | 0,85 %                       | 0,66 %                       |
| 4                            | Eritrea                           | 47                           | 0,80 %                       | 0,39 %                       |
| 5                            | Afghanistan                       | 45                           | 0,76 %                       | 0,43 %                       |
| 6                            | Europeiska unionen: Övriga länder | 39                           | 0,66 %                       | 2,15 %                       |
| 7                            | Finland                           | 37                           | 0,63 %                       | 1,49 %                       |
| 8                            | Syrien                            | 35                           | 0,59 %                       | 1,70 %                       |
| 9                            | Asien: Övriga länder              | 33                           | 0,56 %                       | 2,22 %                       |
| 10                           | Thailand                          | 30                           | 0,51 %                       | 0,41 %                       |
| 11                           | Afrika: Övriga länder             | 27                           | 0,46 %                       | 1,01 %                       |
| 12                           | Europa utom EU: Övriga länder     | 22                           | 0,37 %                       | 0,77 %                       |
| 12                           | Tyskland                          | 22                           | 0,37 %                       | 0,50 %                       |
| 14                           | Polen                             | 15                           | 0,25 %                       | 0,90 %                       |
| 15                           | Nordamerika                       | 9                            | 0,15 %                       | 0,38 %                       |
| 16                           | Iran                              | 7                            | 0,12 %                       | 0,73 %                       |
| 17                           | Irak                              | 6                            | 0,10 %                       | 1,39 %                       |
| 17                           | Sydamerika                        | 6                            | 0,10 %                       | 0,70 %                       |
| 19                           | Oceanien                          | 4                            | 0,07 %                       | 0,06 %                       |
| 20                           | Turkiet                           | 2                            | 0,03 %                       | 0,48 %                       |
| 21                           | Danmark                           | 1                            | 0,02 %                       | 0,40 %                       |
| 22                           | Bosnien och Hercegovina           | 0                            | 0,00 %                       | 0,58 %                       |
| 22                           | Island                            | 0                            | 0,00 %                       | 0,06 %                       |
| 22                           | / SFR Jugoslavien/FR Jugoslavien  | 0                            | 0,00 %                       | 0,65 %                       |
| 22                           | Okänt födelseland                 | 0                            | 0,00 %                       | 0,01 %                       |
| 22                           | Sovjetunionen                     | 0                            | 0,00 %                       | 0,06 %                       |

#### Utländska medborgare
Den 31 december 2016 hade 339 invånare (5,75 %), varav 163 män och 176 kvinnor, ett utländskt medborgarskap och saknade samtidigt ett svenskt sådant. Personer som har både utländskt och svenskt medborgarskap räknas inte av Statistiska centralbyrån som utländska medborgare.

## Kultur

### Kulturarv
År 2022 fanns 963 fornlämningar, som hittats i kommunen, registrerade hos Riksantikvarieämbetet. Bland dessa ett stort antal visten. I kommunen fanns ett byggnadsminne, Före detta järnvägshotellet, Kulturen 2.
Kommunen bedriver även projektet Aktene tillsammans med Sijti Jarnge i Hattfjelldal i syfte att utveckla och bevara det samiska kulturarvet.

### Kommunvapen
Blasonering: Sköld tre gånger delad i silver, blått och grönt. Den övre skuran oregelbunden, avbildande Ryfjällets siluett sedd från nordväst, den mellersta rak, den undre formad som en grantoppskura med tre toppar.
Stensele landskommun hade ett vapen från 1951, medan Tärna landskommun saknade ett sådant. Här valde man att skapa ett helt nytt vapen för den nya kommunen och det registrerades hos Patent- och registreringsverket 1985.

Stensele landskommun (1951–1970)

### Sport
Kommunen har fostrat flertal idrottsstjärnor, i synnerhet inom vintersporter. Exempelvis har Tärnabys skidåkare, genom tiderna, tagit hem 132 världscupsegrar.
| - Heidi Andersson, armbrytare - Jens Byggmark, alpin skidåkare - Björn Ferry, skidskytt - Bengt Fjällberg, alpin skidåkare - Anja Pärson, alpin skidåkare - Ingemar Stenmark, alpin skidåkare - Stig Strand, alpin skidåkare | - Anja Pärson - Jens Byggmark |